# 張美姬
張美姬（1957年12月8日—），韓國女演員，前被譯為張美嬉。

## 簡歷

### 1970年代
1976年，她在276人的競爭之中脫穎而出，獲朴太元導演給予她機會參演電影《春香》，為一新人演員女主角。1977年，張美姬主演的電影《冬天的女子》大受歡迎，獲得逾58萬人觀影的紀錄，創下韓國建國以來最高紀錄，紀錄維持13年後才被《將軍的兒子》超越。至此，韓國60年代起公認的「三大女演員」文姬、尹靜姬和南貞妊，開始被張美姬、俞知仁和丁允姬所取代，成為第二代「三大女演員」。同年，張美姬開始出演TBC電視台的電視劇，如《青實紅實》、《暴風雨》等，在年終獲得「1977年美女演員」順位第2位的成績，僅次於俞知仁。然則，基於俞知仁和丁允姬的外貌更為漂亮，張美姬的演藝事業未能達到頂峰。

### 1980年代
1980年，張美姬亦繼續演出不少電影及電視劇，並首次在電視劇上擔任主角及擔任綜藝節目主持，但是觀眾的反應並不太正面。該年，她的總收入為8850萬韓元，位列全國演員之首。在1981年，張美姬曾公開表示她將會「奉獻全力給電視劇及電影界」。然則，在翌年她被列入全斗煥政府的演藝人士黑名單中，其幕前演出大為減少。因此，她選擇赴美進修演藝知識及技巧，並先後於加利福尼亞大學及美國電影學院就讀，至1984年歸國。在全斗煥管治期間，她幾乎完全在電視劇界消失，只出演了一些電影。雖然該等電影沒有獲獎，但獲得大眾相當好的評價。例如她在1982年的《赤道之花》中展現了良好的演技，並因此而獲得該年大鐘獎的女主角獎。至1985年，她出演了電影《深藍色的夜》，並再度展現優秀的演技，最終該作品獲得多個獎項的最佳作品獎。自此，張美姬被大眾認可為具有實力的女演員，而不是徒具外表的演員。

#### X陽事件
X陽事件是韓國於1980年代初期一直廣為流傳的傳言。當時的韓國總統全斗煥一直非常鍾愛當紅的張美姬。1981年11月，當張美姬拍攝KBS1週間連續劇《路》時，總統夫人李順子在嫉妒之下在劇集拍攝期間派人將張美姬綁架，並強行將其子宮切除後將她一絲不掛地與一個男人囚禁在監房內五日才獲釋。事後，她在1982年便前往美國進修，這被當時的市民認為是流亡外國的舉動。雖然張美姬曾對事件作出否認，但至今仍經常有人將此事重提。

### 1990年代
張美姬在1990年代的演藝作品銳減，在10年間只出演了3部電影及1部電視劇，但她仍然相當受觀眾的歡迎。除了演藝事業外，張美姬亦開始進入藝術教育的行列，例如她曾於明知專門大學戲劇系擔任副教授一職。

### 2000年代
隨著年紀漸長，張美姬將演藝重心轉移至電視劇上，並經常出演不少貴婦角色。她在2007年捲入學歷造假風波中，其自稱在美國取得的教育碩士，經媒體查證後發現沒有入學紀錄，而美國文憑也是未被認可的學校。最終，其教席被取消及公開道歉。

## 演出作品

### 電視劇
| 年份   | 電視台   | 劇名                           | 角色         |
| 1976年 | TBC      | 《女裁縫》                     |              |
| 1976年 | TBC      | 《結婚進行曲》                 |              |
| 1977年 | TBC      | 《野蔷薇花》                   |              |
| 1977年 | TBC      | 《暴風雨》                     |              |
| 1977年 | TBC      | 《青實紅實》                   | 智善         |
| 1978年 | TBC      | 《直至我結婚為止》             |              |
| 1978年 | TBC      | 《聖約》                       |              |
| 1978年 | TBC      | 《千年號》                     | 千年木的狐狸 |
| 1978年 | TBC      | 《夫婦》                       | 葛梅         |
| 1978年 | TBC      | 《奶奶的江》                   |              |
| 1979年 | TBC      | 《既不愛也不恨》               |              |
| 1979年 | TBC      | 《李朝女人五百年史－鴛鴦別曲》 |              |
| 1979年 | TBC      | 《大春香傳》                   | 成春香       |
| 1980年 | TBC→KBS2 | 《貧窮社區》                   | 楊順         |
| 1981年 | KBS      | 《TV文學館－出船歌》           |              |
| 1981年 | KBS      | 《TV文學館－乙花》             | 乙花         |
| 1981年 | KBS      | 《路》                         |              |
| 1981年 | KBS      | 《TV文學館－縷絲花》           |              |
| 1987年 | KBS      | 《他人》                       | 吳英珠       |
| 1989年 | KBS      | 《流動的歷史》                 | 朴玉蓮       |
| 1998年 | MBC      | 《六個孩子》                   | 媽媽         |
| 2000年 | MBC      | 《媽媽姐姐》                   | 韓英淑       |
| 2003年 | SBS      | 《興夫家的葫蘆開了》           | 延智         |
| 2004年 | MBC      | 《皇太子的初戀》               | 車美姬       |
| 2005年 | SBS      | 《那年夏天的颱風》             | 鄭美蓮       |
| 2008年 | KBS      | 《媽媽發怒了》                 | 高恩雅       |
| 2010年 | SBS      | 《人生多美麗》                 | 趙雅羅       |
| 2012年 | SBS      | 《時尚王》                     | 趙順熙       |
| 2012年 | MBC      | 《吳子龍走吧》                 | 張白鷺       |
| 2013年 | JTBC     | 《老大》                       | 尹李實       |
| 2014年 | JTBC     | 《貴夫人》                     | 洪善珠       |
| 2014年 | MBC      | 《薔薇色戀人們》               | 高娟和       |
| 2015年 | KBS      | 《不善良的女人們》             | 張牡丹       |
| 2016年 | JTBC     | 《Madame Antoine》             | 白美蘭       |
| 2017年 | KBS      | 《黑騎士》                     | 張白姬       |
| 2018年 | KBS      | 《一起生活吧》                 | 李美蓮       |
| 2019年 | SBS      | 《Secret Boutique》            | 金如玉       |
| 2022年 | KBS      | 《三姐弟要勇敢》               | 張世蘭       |

### 電影
| 年份   | 片名                 | 角色     |
| 1976年 | 《成春香傳》         |          |
| 1977年 | 《冬天的女子》       |          |
| 1979年 | 《喇叭手》           |          |
| 1979年 | 《夜市》             |          |
| 1980年 | 《火鳥》             |          |
| 1980年 | 《冬之愛》           |          |
| 1980年 | 《前往大海的木馬》   |          |
| 1980年 | 《聾女》             |          |
| 1980年 | 《紅顏禍水》         |          |
| 1981年 | 《多彩的女子》       |          |
| 1981年 | 《終點》             |          |
| 1981年 | 《鯨魚島騷動》       |          |
| 1981年 | 《從軍日記》         |          |
| 1981年 | 《相會在悲傷的季節》 |          |
| 1981年 | 《三長三短》         |          |
| 1981年 | 《冬天裡的春雨》     |          |
| 1981年 | 《金斗漢兄，山貓兄》 |          |
| 1981年 | 《醉八拳狂八拳》     |          |
| 1982年 | 《巫女之夜》         |          |
| 1982年 | 《慾望的沼澤》       |          |
| 1982年 | 《林子裡的傻子》     |          |
| 1982年 | 《愛人》             |          |
| 1983年 | 《三日三夜》         |          |
| 1983年 | 《赤道之花》         |          |
| 1983年 | 《難忘初戀》         |          |
| 1984年 | 《愛情和別離》       |          |
| 1985年 | 《深藍色的夜》       |          |
| 1986年 | 《黃真伊》           |          |
| 1988年 | 《聖夜》             |          |
| 1989年 | 《火的國度》         |          |
| 1991年 | 《死的讚美》         | 尹心悳   |
| 1997年 | 《父親》             | 英信     |
| 1997年 | 《漢尼昆》           |          |
| 2003年 | 《大麥的夏天》       | 院長修女 |
| 2008年 | 《悲夢》             | 醫生     |
| 2010年 | 《人生是美麗人生》   |          |
| 2016年 | 《克莱尔的相机》     | 南陽慧   |

## 獲獎
| 年份   | 獎項                                        | 作品           |
| ------ | ------------------------------------------- | -------------- |
| 1981年 | 百想藝術大賞—TV部門女子最優秀演技獎         | 《乙花》       |
| 1983年 | 第22屆大鐘獎—最佳女主角                     | 《赤道之花》   |
| 1990年 | 第26屆百想藝術大賞—電影部門女子最優秀演技獎 | 《火的國度》   |
| 1991年 | 第12屆青龍電影獎—最佳女主角                 | 《死的讚美》   |
| 1991年 | 第2屆春史電影賞—年度最佳女主角              | 《死的讚美》   |
| 1992年 | 第37屆亞太電影節—最佳女主角                 | 《死的讚美》   |
| 1992年 | 第30屆大鐘獎—最佳女主角獎                   | 《死的讚美》   |
| 1992年 | 第16屆黃金攝影獎—人氣女演員獎               |                |
| 2008年 | 電視劇演員部門—最佳著裝獎                   |                |
| 2008年 | KBS演技大賞－最佳情侶獎（與金容建）         | 媽媽發怒了     |
| 2008年 | KBS演技大賞－人氣賞                         | 媽媽發怒了     |
| 2010年 | SBS演技大賞－最佳情侶獎（與金相中）         | 人生多美麗     |
| 2012年 | 第49屆儲蓄之日—金融委員長表彰               |                |
| 2017年 | 第37屆黃金攝影獎—功勞獎                     |                |
| 2018年 | KBS演技大賞—女子最優秀演技獎                | 《一起生活吧》 |
| 2018年 | KBS演技大賞—最佳情侶獎（與劉東根）          | 《一起生活吧》 |

## 外部連結
- 張美姬在NAVER上的资料
- 張美姬在互联网电影资料库（IMDb）上的資料（英文）
- 張美姬在韩国电影数据库（KMDb）上的資料（韓語）